# Α-ogljik
α-ogljik je v organski kemiji ogljik, na katerega je pripeta funkcionalna skupina. Ogljik dve mesti stran od funkcionalne skupine se imenuje β-ogljik  itd. Tako poimenovanje lahko prenesemo tudi na oštevilčevanje vodikovih atomov: vodik, vezan na α-ogljik je α-vodik, na β-ogljik je vezan β-vodik itd.
Sicer to poimenovanje ni v skladu z izrazjem IUPAC, ki priporoča označevanje ogljikovih atomov s številkami in ne z grškimi črkami, vendar je vseeno zelo pogosto.

## Primer

### Beljakovine in aminokisline
Pri beljakovinah in aminokislinah je α-ogljik ogljik poleg karbonilne skupine. Glede na takšno označevanje ogljikovih atomov bi lahko zaporedje osnovnega ogrodja beljakovine zapisali kot: karbonilni C, α-C, N, karbonilni C, α-C, N itd. (če beremo v smeri od C-konca proti N-koncu beljakovine). 
Pri vseh aminokislinah, razen pri glicinu, je α-C stereocenter, ker so na ta ogljik vezani 4 ralični substituenti.